# DOC (формат файла)
.doc или .DOC (от англ. document) — расширение имени файла, используемое для файлов, представляющих текст, с разметкой или без.

## Общие сведения
Расширение «.doc» часто использовалось для обозначения текстовых файлов, содержащих текст без форматирования, позже стало использоваться для двоичных форматов с разметкой.

## Microsoft
В 1990-х годах фирма Microsoft стала использовать расширение «.doc» для серии проприетарных форматов файлов своего текстового процессора «Microsoft Word». В результате монополии Microsoft на рынке офисных продуктов слово «doc» стало обозначать формат файлов программы «Microsoft Word». Другие значения расширения «.doc» на платформе IBM PC практически вышли из употребления.
Двоичные файлы формата «doc» содержат больше информации (например, больше информации о форматировании текста, фигуры, сценарии), чем файлы форматов txt, RTF и других, но хуже совместимы с текстовыми процессорами сторонних разработчиков. Файлы «.doc», созданные программами «Microsoft Word» разных версий, не всегда совместимы между собой.
В 2007 году фирма Microsoft выпустила программу «Microsoft Word 2007», которая использует новый формат документов, с расширением .docx.
В 2008 году фирма Microsoft сделала доступной спецификацию формата «doc», однако бесплатно использовать её можно только для некоммерческих целей. Позже формат был включён в спорное MOSP.

### Критика
- Doc-файлы формата Microsoft могут содержать вирусы. Это происходит даже чаще, чем с EXE-файлами.[1]